# Лансдаунський портрет
«Лансдаунський портрет» (англ. «Lansdowne portrait», «Lansdowne portrait of George Washington») — один з численних портретів першого президента США Джорджа Вашингтона роботи художника Гілберта Стюарта. Цей олійний портрет Вашингтона вважається сьогодні одним з культурних символів Сполучених Штатів Америки.

## Історія створення та доля картини

портрет Гілберта Стюарта роботи його дочки Джейн Стюарт 1888)

Американський живописець Гілберт Стюарт працював майже виключно як портретист і в професійному плані був дуже плідним художником — за п’ять десятиліть своєї творчої кар’єри він написав більше 1100 портретів різних людей. Близько однієї десятої від усієї кількості цих портретів — то є портрети першого президента США Джорджа Вашингтона, перший офіційний портрет якого (як президента США) належить пензлю саме Гілберта Стюарта[джерело?].
Із президентом Вашингтоном Стюарта познайомив їх спільний товариш, головний суддя Сполучених Штатів Джон Джей, олійний портрет якого художник написав 1794 року.
Впродовж 1795 – 1796 років Гілберт Стюарт написав три різних за типом портрети президента Вашингтона, кожен з яких мав великий успіх у публіки.
Першим типом портрета Дж. Вашингтона, створеним Г. Стюартом, був так званий "Вонівський тип портрета Дж. Вашингтона" (англ. The Vaughan portrait(ure) (of George Washington), 1795),  названий так за прізвищем його першого власника Семюеля Вона (Samuel Vaughan), лондонського торговця і близького друга президента.
|                                                                                  |  |  |
| "Вонівський" (ліворуч) та "Атенеумський" (праворуч) типи портрета Дж. Вашингтона |  |  |

Після успіху у публіки першого варіанта Стюартового портрета Дж. Вашингтона, дружина президента Марта Вашингтон забажала мати його портрет для себе особисто і замовила роботу Стюарту. Для виконання замовлення першої леді Стюарт обрав інше композиційне рішення портрета президента, ніж те, що було у попередньому "Вонівському" варіанті. Після початку роботи над цією версією портрета Дж. Вашингтона художник віддав перевагу саме такій композиції портрета президента перед попередньою його версією. Художник навмисне залишив портрет незакінченим аби залишити роботу в себе і мати змогу знімати численні копії з неї на замовлення шанувальників Вашингтона. Друга Стюартова версія портрета Дж. Вашингтона була використана у дизайні банкноти номіналом 1 долар США. По смерті художника два екземпляри цієї картини придбав бостонський музей Атенеум, за найменуванням якого цей тип портрета президента Вашингтона і отримав свою назву — "Атенеумський портрет/тип портрета Дж. Вашингтона" (англ. The “Athenaeum” portrait (of George Washington)). Музей володів своїми екземплярами портрета Вашингтона понад 150 років.

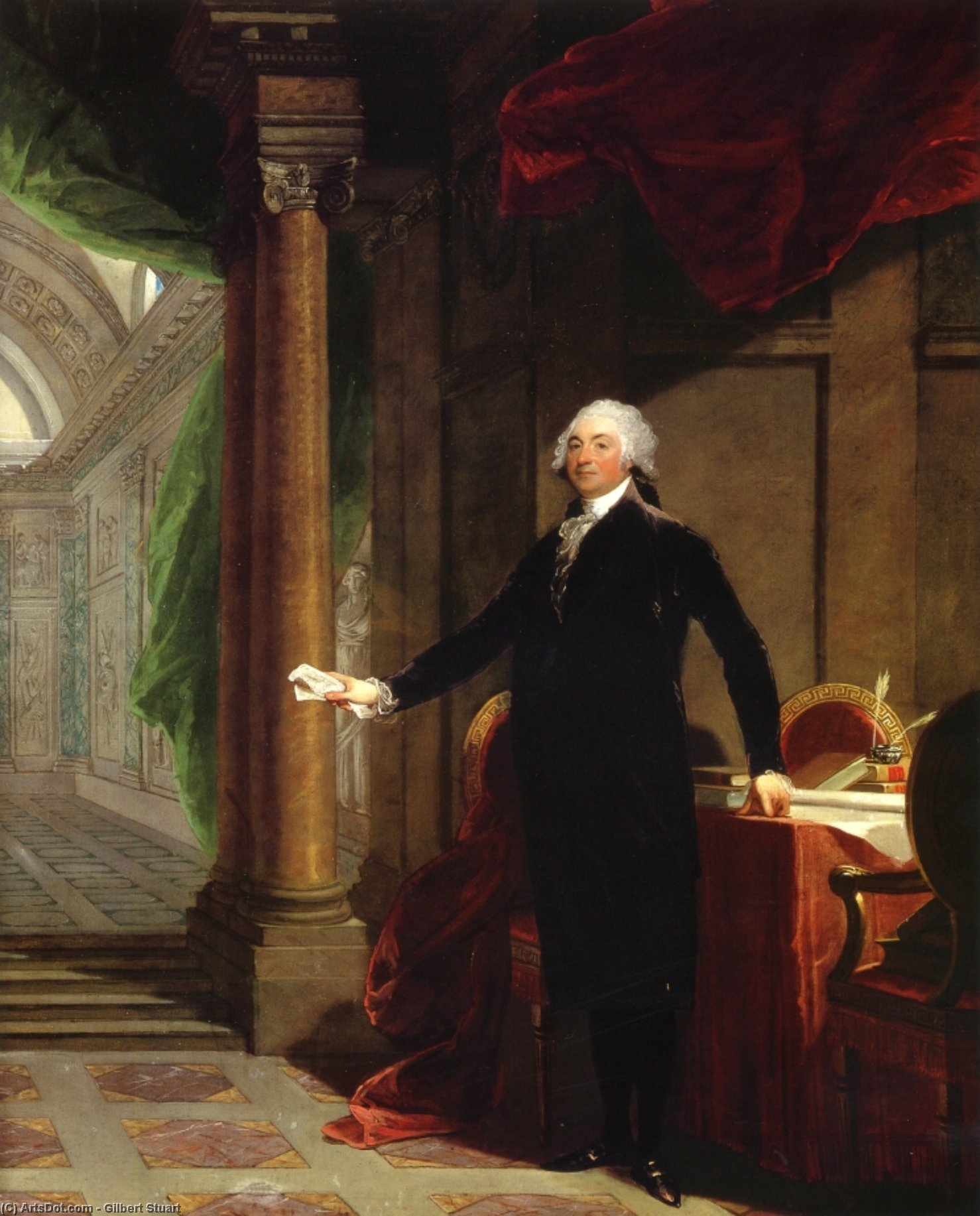
портрет Вільяма Бінґема роботи Гілберта Стюарта, виконаний у манері Лансдаунського портрета Дж. Вашингтона (рік створення невідомий, близько 1797)

Весною 1796 один з найбагатших людей США сенатор від штату Філадельфія Вільям Бінґем (англ. William Bingham) із своєю дружиною Анною вирішили замовити у Гілберта Стюарта портрет президента Вашингтона. За задумом Вільяма Бінґема портрет призначався як подарунок-подяка (англ. gift of appreciation) британському прем'єр-міністру Вільяму Петті-Фіцморісу, першому маркізу Лансдаун, котрий був симпатиком та прихильником незалежності американських колоній в парламенті і за сприяння якого 19 листопада 1794 року в Лондоні було укладено досить вигідний для США англо-американський договір про дружбу, торгівлю та мореплавство. Бінґем заплатив Стюарту тисячу доларів за це замовлення.
Стюарт розпочав роботу на картиною 12 квітня 1796 року.
Безпосередньо про обставини написання художником картини відомо мало. .....
Невдовзі після закінчення, восени того ж 1796 року, портрет було відправлено маркізу Лансдаун до Лондона. Від титулу маркіза Лансдаун цей ти портрета Дж. Вашингтона і отримав свою назву — "Лансдаунський портрет/тип портрета Дж. Вашингтона" (англ. The Lansdowne portrait (of George Washington). Портрет був виставлений у лондонському особняку маркіза, де перебував аж до самої смерті власника. За рік по смерті маркіза у 1805 картина була куплена за високою ціною на розпродажу майна торговцем Семюелем Вільямсом. Вільямс володів полотном до 1827 року.

## Опис та аналіз картини
Стюарт зобразив Вашингтона за життя (from life) у віці 64 років в останній рік його другої президентської каденції.
Полотно Стюарта насичене символізмом, запозиченим з американської історії та історії республіканського Риму.